# Ленінська печера
Ленінська печера (рос. Ленинская) — печера в Казахстані, на плато Боролдайтау, південно-східні відроги Сирдар'їнського Каратау гірської системи Тянь-Шань. Печера вертикального типу простягання. Загальна протяжність — 196 м. Глибина печери становить 160 м. Категорія складності проходження ходів печери — 2Б.